# 卡西乌斯区

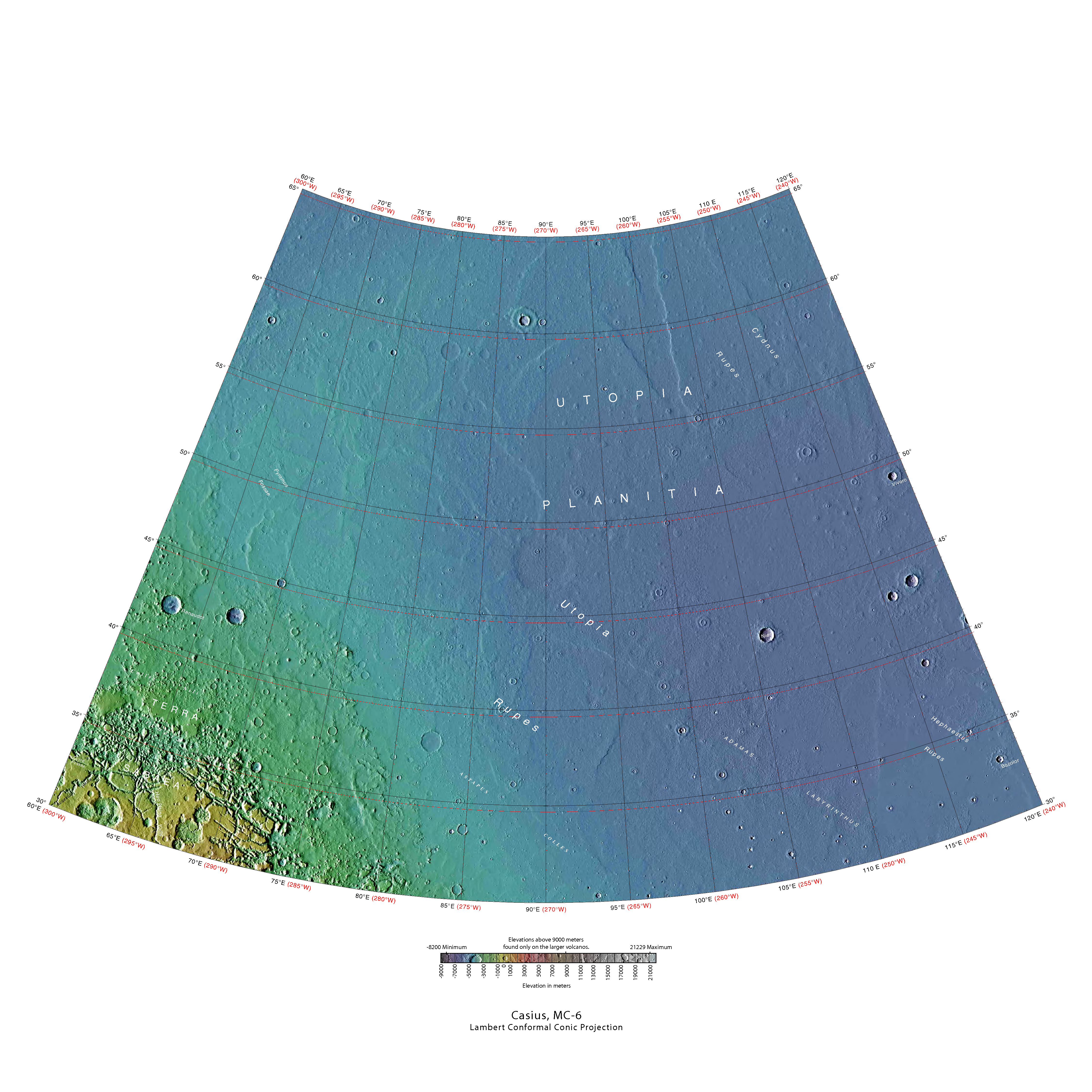
卡西乌斯区

卡西乌斯区（英語：Casius quadrangle）是美国地质调查局太空地质学研究计划（Astrogeology Research Program）对火星表面划分的30个区域之一，编号为MC-6。卡西乌斯区位于火星东半球的中北部，覆盖了火星东经60°至120°（西经240°至300°）、北纬30°至65°的区域。该区域使用1:5,000,000比例尺的朗伯等角圆锥投影。
卡西乌斯区的南北边界分别为大约3,065公里与1,500公里宽，南北距离则为约2,050公里。覆盖范围约为490万平方公里，占火星表面积的3%以上。